# Yes Yes Vindictive
Yes Yes Vindicative est le premier album du groupe de rock Operator Please. Il est paru en 2007.

## Titres
1. Zero Zero
2. Get What You Want
3. Leave It Alone
4. Cringe
5. Just a Song About Ping Pong
6. Two For My Seconds
7. 6/8
8. Yes Yes
9. Other Song
10. Terminal Disease
11. Ghost
12. Pantomime